# 雷萊滕山

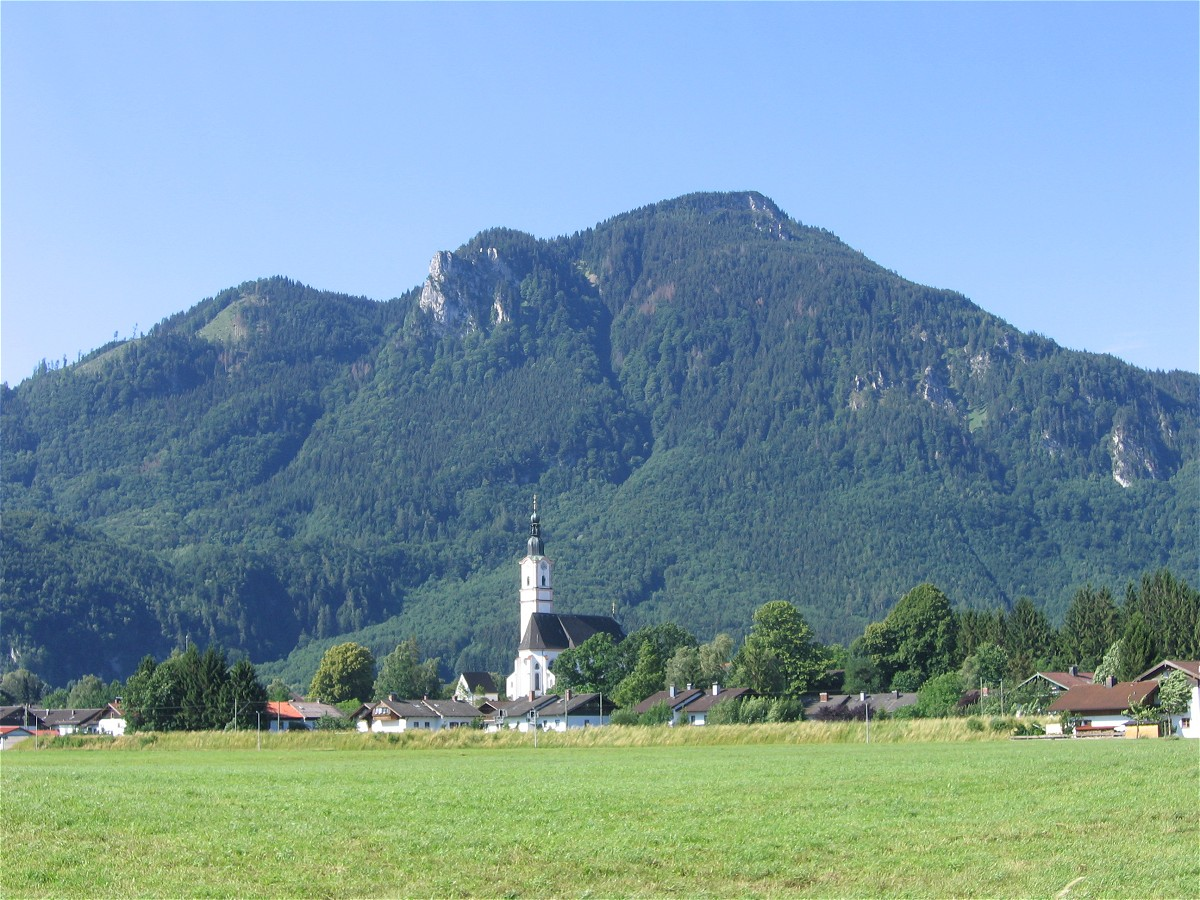

47°42′09″N 12°06′13″E / 47.70251°N 12.10363°E
雷萊滕山（德語：Rehleitenkopf），是德國的山峰，位於該國東南部，由巴伐利亞負責管轄，屬於巴伐利亞前阿爾卑斯山脈的一部分，海拔高度1,338米，每年平均降雨量1,847毫米。